# Igoh Ogbu
Igoh Ogbu (Jos, 8 febbraio 2000) è un calciatore nigeriano, difensore dello Slavia Praga.

## Carriera

### Club
Ogbu ha giocato nelle giovanili del Gombe United. Il 17 febbraio 2018, dopo un periodo di prova, ha firmato un contratto quadriennale con i norvegesi del Rosenborg, scegliendo di vestire la maglia numero 30. Il 4 aprile successivo è stato ceduto in prestito al Levanger, in 1. divisjon.
Ha esordito con questa casacca il successivo 8 aprile, schierato titolare nella sconfitta casalinga per 1-2 arrivata contro l'Aalesund. Nell'estate 2018 ha fatto ritorno al Rosenborg per fine prestito.
Il 1º agosto 2019 è passato al Sogndal, ancora con la formula del prestito: ha scelto la maglia numero 30, che vestiva anche al Rosenborg. Il 3 dicembre 2019 è stato reso noto che il prestito sarebbe stato prolungato anche per il campionato 2020. Il 12 giugno 2020, il Sogndal ha ingaggiato Ogbu a titolo definitivo.
Il 29 gennaio 2021, Ogbu è stato ingaggiato dal Lillestrøm: ha firmato un contratto valido fino al 31 dicembre 2025.
Il 6 gennaio 2023 è stato reso noto il trasferimento di Ogbu allo Slavia Praga, per cui ha firmato un accordo fino al 31 dicembre 2026.

### Nazionale
Con la nazionale Under-20 nigeriana ha preso parte al campionato mondiale di calcio Under-20 2019. Nel maggio 2025 viene convocato in nazionale maggiore, esordendo il 28 maggio nella gara amichevole (Unity Cup) vinta 2-1 contro il Ghana.

## Statistiche

### Presenze e reti nei club
Statistiche aggiornate al 10 dicembre 2023.
| Stagione            | Club                | Campionato          | Campionato | Campionato | Coppe nazionali | Coppe nazionali | Coppe nazionali | Coppe continentali | Coppe continentali | Coppe continentali | Supercoppe | Supercoppe | Supercoppe | Totale | Totale |
| Stagione            | Club                | Comp                | Pres       | Reti       | Comp            | Pres            | Reti            | Comp               | Pres               | Reti               | Comp       | Pres       | Reti       | Pres   | Reti   |
| ------------------- | ------------------- | ------------------- | ---------- | ---------- | --------------- | --------------- | --------------- | ------------------ | ------------------ | ------------------ | ---------- | ---------- | ---------- | ------ | ------ |
| apr.-lug. 2018      | Levanger            | 1D                  | 9          | 0          | CN              | 1               | 0               | -                  | -                  | -                  | -          | -          | -          | 10     | 0      |
| lug.-dic. 2018      | Rosenborg           | ES                  | 0          | 0          | CN              | 0               | 0               | UCL                | 0                  | 0                  | SN         | -          | -          | 0      | 0      |
| gen.-ago. 2019      | Rosenborg           | ES                  | 0          | 0          | CN              | 0               | 0               | UCL                | 0                  | 0                  | -          | -          | -          | 0      | 0      |
| Totale Rosenborg    | Totale Rosenborg    | Totale Rosenborg    | 0          | 0          |                 | 0               | 0               |                    | 0                  | 0                  |            | -          | -          | 0      | 0      |
| ago.-dic. 2019      | Sogndal             | 1D                  | 15+1       | 1+0        | CN              | -               | -               | -                  | -                  | -                  | -          | -          | -          | 16     | 1      |
| 2020                | Sogndal             | 1D                  | 26+2       | 1+0        | -               | -               | -               | -                  | -                  | -                  | -          | -          | -          | 28     | 1      |
| Totale Sogndal      | Totale Sogndal      | Totale Sogndal      | 41+3       | 2+0        |                 | 0               | 0               |                    | -                  | -                  |            | -          | -          | 44     | 2      |
| 2021                | Lillestrøm          | ES                  | 26         | 1          | CN              | 4               | 0               | -                  | -                  | -                  | -          | -          | -          | 30     | 1      |
| 2022                | Lillestrøm          | ES                  | 28         | 3          | CN              | 0               | 0               | UECL               | 3                  | 0                  | -          | -          | -          | 31     | 3      |
| Totale Lillestrøm   | Totale Lillestrøm   | Totale Lillestrøm   | 54         | 4          |                 | 4               | 0               |                    | 3                  | 0                  |            | -          | -          | 61     | 4      |
| gen.-giu. 2023      | Slavia Praga        | 1L                  | 16         | 1          | CRC             | 2               | 0               | -                  | -                  | -                  | -          | -          | -          | 18     | 1      |
| 2023-2024           | Slavia Praga        | 1L                  | 16         | 0          | CRC             | 1               | 0               | UEL                | 8                  | 2                  | -          | -          | -          | 25     | 2      |
| Totale Slavia Praga | Totale Slavia Praga | Totale Slavia Praga | 32         | 1          |                 | 3               | 0               |                    | 10                 | 2                  |            | -          | -          | 45     | 3      |
| Totale carriera     | Totale carriera     | Totale carriera     | 139        | 7          |                 | 8               | 0               |                    | 11                 | 2                  |            | -          | -          | 158    | 9      |

### Cronologia presenze e reti in nazionale
| Cronologia completa delle presenze e delle reti in nazionale ― Nigeria | Cronologia completa delle presenze e delle reti in nazionale ― Nigeria | Cronologia completa delle presenze e delle reti in nazionale ― Nigeria | Cronologia completa delle presenze e delle reti in nazionale ― Nigeria | Cronologia completa delle presenze e delle reti in nazionale ― Nigeria | Cronologia completa delle presenze e delle reti in nazionale ― Nigeria | Cronologia completa delle presenze e delle reti in nazionale ― Nigeria | Cronologia completa delle presenze e delle reti in nazionale ― Nigeria |
| Data                                                                   | Città                                                                  | In casa                                                                | Risultato                                                              | Ospiti                                                                 | Competizione                                                           | Reti                                                                   | Note                                                                   |
| ---------------------------------------------------------------------- | ---------------------------------------------------------------------- | ---------------------------------------------------------------------- | ---------------------------------------------------------------------- | ---------------------------------------------------------------------- | ---------------------------------------------------------------------- | ---------------------------------------------------------------------- | ---------------------------------------------------------------------- |
| 28-5-2025                                                              | Brentford                                                              | Ghana                                                                  | 1 – 2                                                                  | Nigeria                                                                | Amichevole                                                             | -                                                                      | 53’                                                                    |
| 31-5-2025                                                              | Brentford                                                              | Giamaica                                                               | 2 – 2 (4 – 5 dtr)                                                      | Nigeria                                                                | Amichevole                                                             | -                                                                      |                                                                        |
| 6-6-2025                                                               | Mosca                                                                  | Russia                                                                 | 1 – 1                                                                  | Nigeria                                                                | Amichevole                                                             | -                                                                      | 90’                                                                    |
| Totale                                                                 |                                                                        | Presenze                                                               | 3                                                                      |                                                                        | Reti                                                                   | 0                                                                      |                                                                        |

## Palmarès

### Club

#### Competizioni nazionali
- Campionato ceco: 1

Slavia Praga: 2024-2025
- Coppa della Repubblica Ceca: 1

Slavia Praga: 2022-2023